# Orde van Verdienste (Burkina Faso)
Burkina Faso, het vroegere Opper-Volta, stelde zoals zo veel landen ook een "Orde van Verdienste" (Frans: "L'Ordre du Mérite Burkinabé") in. 
De graden van de Orde van Verdienste
De Orde heeft de in het internationale verkeer gebruikelijke vijf graden.
De versierselen van de Orde van Verdienste
Het lint is wit met een rode en een groene streep in het midden.